# Ginocrítica
Ginocrítica ou ginocrítica é o termo cunhado nos anos setenta por Elaine Showalter para descrever um novo projeto literário destinado a construir "um quadro feminino para a análise da literatura feminina".
Ao expandir o estudo histórico das mulheres escritoras como uma tradição literária distinta, os ginocríticos buscaram desenvolver novos modelos baseados no estudo da experiência feminina para substituir os modelos masculinos de criação literária, e assim "mapear o território"  deixado inexplorado nas críticas literárias anteriores.

## História
Enquanto figuras anteriores como Virginia Woolf e Simone de Beauvoir já haviam começado a revisar e avaliar a imagem feminina na literatura,  e o feminismo da segunda onda havia explorado o falocentrismo e o sexismo através de uma leitura feminina de autores masculinos, a ginocrítica foi concebida como um " segunda fase" na crítica feminista – voltando-se para um foco na, e interrogação da autoria, das imagens, da experiência e da ideologia feminina, e da a história e do desenvolvimento da tradição literária feminina.  

## Desenvolvimento como crítica literária
A ginocrítica também examina a luta feminina pela identidade e a construção social do gênero.  De acordo com Elaine Showalter,  ginocrítica é o estudo não apenas da mulher como status de gênero, mas também da 'consciência internalizada' da mulher. A descoberta da subcultura feminina e a exposição de um modelo feminino é a intenção da ginocrítica,  compreendendo o reconhecimento de um cânone feminino distinto onde ´r buscada uma identidade feminina livre das definições e oposições masculinas . 
A ginocrítica, pois, desafiou uma perspectiva psicanalítica freudiana pela qual a mulher inerentemente sofre de inveja dos homens e  de sentimentos de inadequação e injustiça,  combinados com sentimentos de inferioridade intelectual.  Argumentando que o próprio 'preconceito fálico' masculino  cria uma consciência feminina que exige uma crítica,  e que o preconceito contra o feminino incita uma noesis específica que é atribuída ao feminino,  a ginocrítica enfatizou que esse preconceito ocultou a tradição literária feminina a ponto de imitar a masculina. 

## Conquistas e limitações
A ginocrítica ajudou a recuperar da obscuridade um vasto corpo de escritos femininos antigos, muitas vezes publicados em Virago,  bem como a produção de clássicos feministas como The Madwoman in the Attic .  No entanto, seus próprios sucessos a deixaram aberta a novos desafios dentro do feminismo. Os pós-estruturalistas reclamavam que ela fetichizava o papel do autor, em detrimento do leitor e do texto, e que sua grande narrativa, estabelecendo um cânone feminino em oposição ao masculino, era essencialista, e omitia diferenças e divisões entre as mulheres, deixando de fora lésbicas e mulheres de cor, por exemplo. 
Raça, classe, interesse social, inclinação política, religião e sexualidade   todos indiscutivelmente entram em jogo na construção da identidade.  Separar essas propriedades criaria uma visão unidimensional do feminino, mas se gênero e identidade são meras construções, torna-se difícil atribuir quaisquer qualidades inerentes à natureza ou à linguagem para fundamentar uma crítica. 
Apesar de tais limitações, a ginocrítica oferece uma valiosa interrogação da literatura 'feminina', através do estudo da mesmice e da diferença de gênero.  Embora o termo raramente seja usado no feminismo da terceira onda, as práticas e o estabelecimento do cânone do ginocrítico continuam a sustentar a crítica literária feminista . 